# Ministère des Finances (Ukraine)
Pour les articles homonymes, voir Ministère des Finances.
 (mars 2025).
Le ministère des Finances de l'Ukraine (ukrainien : Міністерство фінансів України) est le département ministériel chargé de la gestion des finances publiques et de la politique économique de l'État ukrainien.

## Fonctionnement
Il est divisé en plusieurs agences : le service du trésor, le service des impôts (en), le service des douanes, l'agence du service financier de l'État et l'agence d'audit ukrainien.

## Ministres
- 7 juin 2018 au 14 avril 2016 : Oleksandr Danyliouk
- 22 novembre 2018 au 4 mars 2020 : Oksana Markarova
- 4 mars 2020 au 30 mars 2020 : Ihor Oumansky
- depuis le 30 mars 2020 : Serhiy Marchenko